# Zapewnienie spadkowe
Zapewnienie spadkowe – oświadczenie składane przed sądem przez spadkobiercę w ramach postępowania o stwierdzenie nabycia spadku. W ramach zapewnienia spadkobierca oświadcza o wszystkim, co jest mu wiadome o istnieniu lub nieistnieniu innych potencjalnych spadkobierców, a także o testamentach spadkodawcy. Zapewnienie składa się pod rygorem odpowiedzialności karnej za fałszywe zeznania.